# Cantó de Montmédy
El cantó de Montmédy és un cantó francès del departament del Mosa, situat al districte de Verdun. Té 25 municipis i el cap és Montmédy.

## Municipis
- Avioth
- Bazeilles-sur-Othain
- Breux
- Chauvency-le-Château
- Chauvency-Saint-Hubert
- Écouviez
- Flassigny
- Han-lès-Juvigny
- Iré-le-Sec
- Jametz
- Juvigny-sur-Loison
- Louppy-sur-Loison
- Marville
- Montmédy
- Quincy-Landzécourt
- Remoiville
- Thonne-la-Long
- Thonne-les-Près
- Thonne-le-Thil
- Thonnelle
- Velosnes
- Verneuil-Grand
- Verneuil-Petit
- Vigneul-sous-Montmédy
- Villécloye

## Història
| Data d'elecció                           | Identitat      | Partit                     | Qualitat |
| ---------------------------------------- | -------------- | -------------------------- | -------- |
| 1945-1958                                | M. Roussel     | RGR                        |          |
| 1958-1970                                | M. Artaux      | Divers droite              |          |
| 1970-1976                                | André Léonard  | Divers droite              |          |
| 1976-2008                                | Claude Biwer   | UDF, després NC            |          |
| 2008-                                    | Claude Léonard | Divers droite, després UMP |          |
| les dades anteriors no són pas conegudes |                |                            |          |
|                                          |                |                            |          |

## Demografia
| A partir de 1990: Població sense dobles comptes |